# Melanoza nerwowoskórna

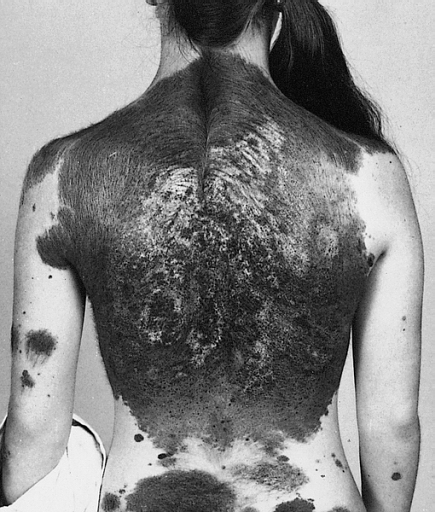
Melanoza nerwowoskórna u 13-letniej dziewczynki

Melanoza nerwowoskórna (ang. neurocutaneous melanosis, NCM) – rzadka choroba z grupy fakomatoz, charakteryzująca się ogniskowym lub rozsianym rozplemem komórek produkujących melaninę, w skórze i oponach miękkich. Uważa się, że zespół wynika z zaburzenia w morfogenezie neuroektodermy zarodkowej. U 2/3 pacjentów z NCM stwierdza się wielkie, melanocytowe znamiona, u pozostałej 1/3 znamiona są liczne, ale niewielkie. Większość pacjentów prezentuje objawy neurologiczne, wynikające głównie z krwawień wewnątrzczaszkowych, zaburzeń krążenia płynu mózgowo-rdzeniowego, lub obecności guzów nowotworowych. Rokowanie określane jest jako bardzo złe.